# Costa de Marfil francesa
Costa de Marfil fue una colonia del Imperio colonial francés que existió desde 1893 hasta 1960, cuando obtuvo la independencia para formar la república de Costa de Marfil. Fue una de las colonias francesas más ricas y pobladas del África subsahariana. La Costa de Marfil tiene una superficie de 322 462 km2. Limitaba al norte con el Alto Volta, actual Burkina Faso, y la Federación de Malí (actual Malí y algunos otros países), al este con la Costa de Oro británica, al oeste con Liberia y la Guinea francesa y al sur con el océano Atlántico.

## Geografía

### Relieve
El relieve de Costa de Marfil es poco contrastado: se presenta como una serie de grandes mesetas que descienden en etapas sucesivas hacia el océano y le dan una apariencia de llanura y horizontalidad.

#### Vegetación
Costa de Marfil se caracteriza por dos tipos principales de vegetación: el bosque, que pertenece al dominio guineano, y la sabana, que se adjunta al dominio sudanés.

## Historia

Mapa político de África Occidental en 1875 que muestra la factoría de Grand-Bassam, premisa de la colonia de Costa de Marfil.

### El decreto del 10 de marzo de 1893
El siglo XIX marcó la firma de varios tratados de protectorado entre los europeos y los pueblos indígenas de la costa.
el decreto del 10 de marzo de 1893 llevó a la creación de la colonia marfileña con primer gobernador Luis Gustave Binger. Su integración al África Occidental Francesa (AOF) se aclaró en 1904.